# Soyuz MS-16
Soyuz MS-16 es un vuelo espacial tripulado de una nave Soyuz, lanzado el 9 de abril de 2020 a las 8:05 UTC, desde el Cosmódromo de Baikonur. Es el primer lanzamiento tripulado con un cohete Soyuz 2.1a, después del vuelo de prueba del Soyuz MS-14 con el robot Fyodor en agosto de 2019. Transporta a tres miembros de la Expedición 62/63 a la Estación Espacial Internacional.

## Tripulación
| Comandante           | Anatoli Ivanishin, RSA    |
| Ingeniero de vuelo 2 | Ivan Vagner, RSA          |
| Ingeniero de vuelo 3 | Christopher Cassidy, NASA |

### Tripulación de reserva
| Comandante           | Sergey Ryzhikov, RSA |
| Ingeniero de vuelo 2 | Andrei Babkin, RSA   |
| Ingeniero de vuelo 3 | Stephen Bowen, NASA  |

### Resto de la Expedición 62
| Comandante           | Oleg Skripochka, RKA | Oleg Skripochka, RKA |
| Ingeniero de vuelo 1 | Jessica Meir, NASA   | Jessica Meir, NASA   |
| Ingeniero de vuelo 2 | Andrew Morgan, NASA  | Andrew Morgan, NASA  |